# A-395
La A-395 es una carretera autonómica andaluza dividida en varios tramos bien diferenciados:
- La Ronda Sur de Granada, autovía que bordea el extremo sur de la ciudad de Granada, desde el enlace con la GR-30 hasta los túneles del Serrallo. Este tramo comunica el barrio del Zaidín-Vergeles de Granada, así como la zona sur del área metropolitana. También es la principal vía de acceso con automóvil a La Alhambra. Por este tramo circulan unos 67.000 vehículos/día.

- A la salida en sentido Este de los túneles del Serrallo se convierte en carretera convencional de un carril por sentido, que llega hasta la estación de esquí de Sierra Nevada.

- Finaliza su recorrido a 2500 m s. n. m., su punto máximo de altitud, en el paraje Hoya de la Mora. Desde 1989 se cerraron al tráfico los últimos 10 km, que ascendían hasta el pico Veleta, por el gran deterioro ambiental. Existe un control de paso en el paraje citado, gestionado por el parque nacional y P. Natural de Sierra Nevada. Y solo pueden acceder vehículos con autorización.   No se realizan tareas de conservación del firme en la zona alta, y el hielo y la nieve van naturalizando esos kilómetros de antiguo asfalto.

## Tramos

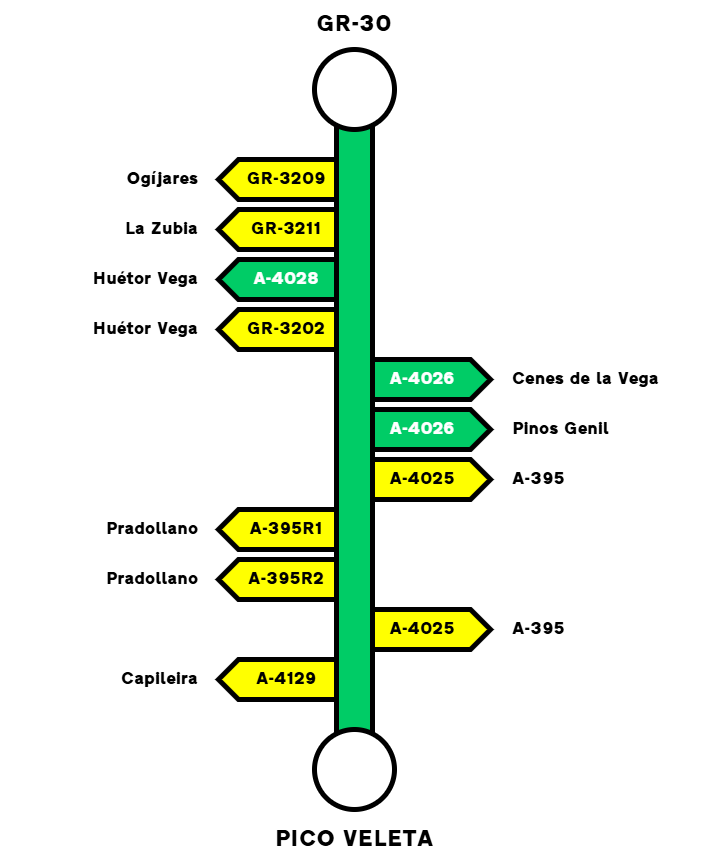
Itinerario de la A-395.

| Denominación | Tramo                                                 | Año servicio | km  |
| ------------ | ----------------------------------------------------- | ------------ | --- |
| A-395        | Ronda Sur de Granada Tramo: GR-30 Armilla-El Serrallo | 1995         | 4,2 |